# Whaam!
Whaam! (littéralement « vlan ! » en français) est un tableau de l'artiste américain Roy Lichtenstein.
Ce maître du pop art est devenu célèbre grâce à des publicités ou images populaires qu'il a repeintes ou redessinées. C'est le cas de Whaam! qui est une adaptation du comic-book All American Men of War (datant de 1962). Le double tableau reprend les codes de la bande dessinée, avec la présence d'une bulle, d'aplats et d'une trame pointilliste. Lichtenstein a utilisé le magna, une sorte de peinture acrylique.

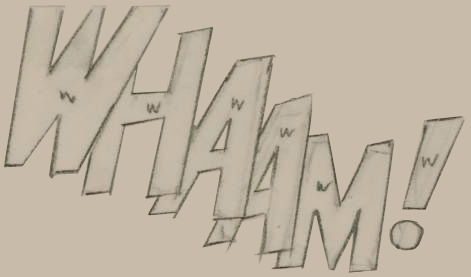
croquis whaam